# 斯沃爾草甸 (加利福尼亞州)
斯沃爾草甸（英語：Swall Meadows）是位於美國加利福尼亞州莫諾縣的一個人口普查指定地區。

## 地理
斯沃爾草甸的座標為37°30′22″N 118°38′34″W / 37.50611°N 118.64278°W，而該地最高點為海拔高度1999米（即6558英尺）。

## 人口
根據2010年美國人口普查的數據，斯沃爾草甸的面積為11.556平方千米，均為陸地。當地共有人口220人，而人口密度為每平方千米19人。